# تپه توبزآباد
تپه توبزآباد مربوط به کالکولتیک(مس‌سنگی) - هزاره اول (پیش از میلاد) است و در شهرستان پیرانشهر، بخش لاجان، دهستان لاهیجان غربی، روستای حمزه آباد واقع شده است. این اثر در تاریخ ۳۰ دی ۱۳۸۵ با شمارهٔ ثبت ۱۶۸۳۷ به عنوان یکی از آثار ملی ایران به ثبت رسیده است.